# Krobusch
Krobusch, polnisch Krobusz (1936–1945: Krähenbusch) ist eine Ortschaft in der Gemeinde Zülz (Biała) im Powiat Prudnicki (Kreis Neustadt O.S.) in der polnischen Woiwodschaft Oppeln.

## Geographie

### Geographische Lage
Das Angerdorf Krobusch liegt im Süden der historischen Region Oberschlesien. Der Ort liegt etwa fünf Kilometer östlich des Gemeindesitzes Zülz, etwa 15 Kilometer nordöstlich der Kreisstadt Prudnik und etwa 32 Kilometer südwestlich der Woiwodschaftshauptstadt Opole.
Krobusch liegt in der Nizina Śląska (Schlesische Tiefebene) innerhalb der Kotlina Raciborska (Ratiborer Becken). Durch Krobusch führt die Woiwodschaftsstraße Droga wojewódzka 414. Der Ort liegt an der für den Personenverkehr stillgelegten Bahnlinie der Neustadt-Gogoliner Eisenbahn.

### Ortsteile
Zu Krobusch gehört der Weiler Ziabnik (Żabnik).

### Nachbarorte
Nachbarorte von Krobusch sind im Westen Radstein (Radostynia) und Ellguth (Ligota Bialska), im Norden Mokrau (Mokra), im Nordosten Dambine (Dębina), im Osten der Weiler Ziabnik (Żabnik), im Süden Altzülz (Solec) und im Südwesten die Stadt Zülz.

## Geschichte

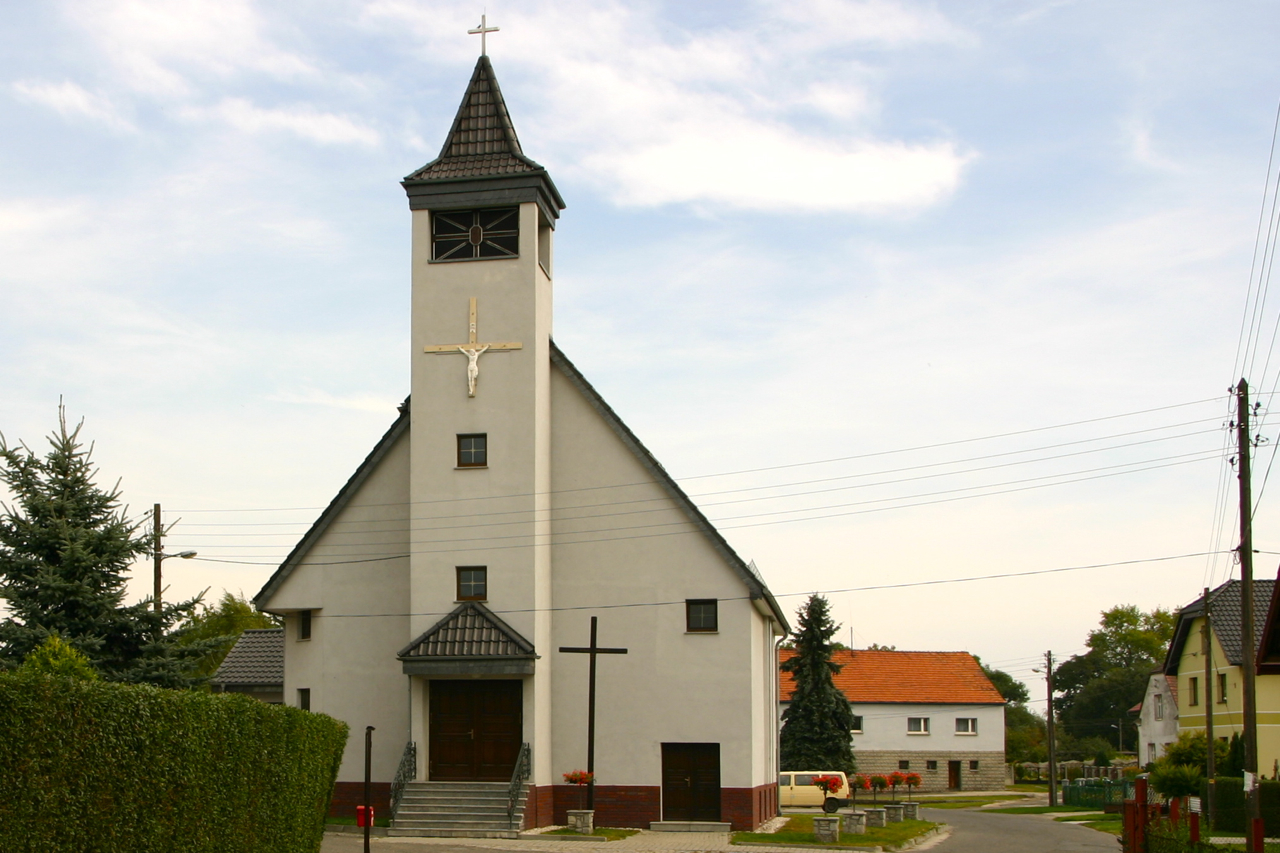
Fatimakirche

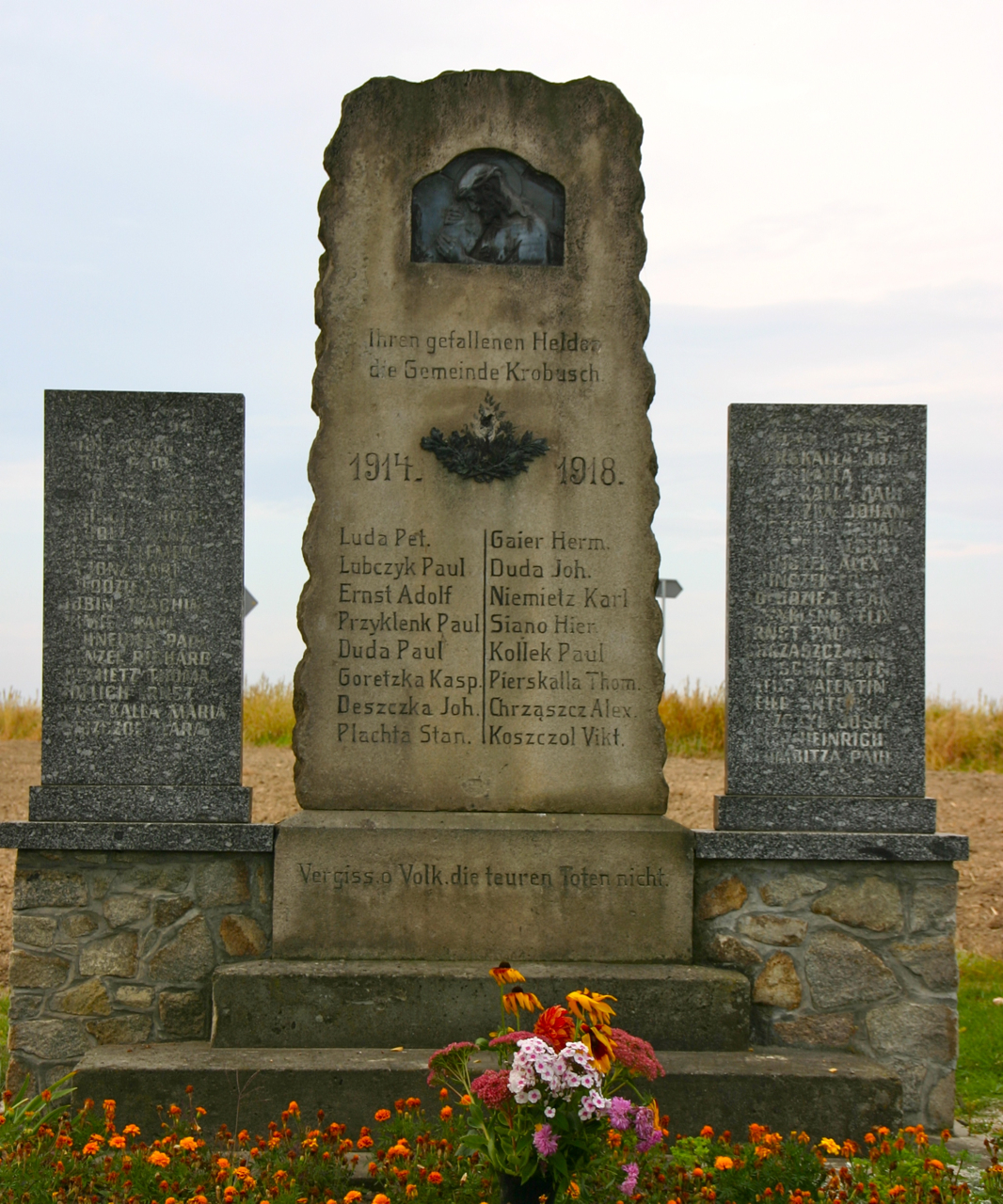
Gefallenendenkmal

Der Ort wurde 1679 erstmals urkundlich als „villa Krobusz“ erwähnt.
Nach dem Ersten Schlesischen Krieg 1742 gelangte Krobusch mit dem größten Teil Schlesiens an Preußen.
Nach der Neuorganisation der Provinz Schlesien gehörte Krobusch ab 1816 zum Landkreis Neustadt O.S. im Regierungsbezirk Oppeln. 1845 zählte der Ort ein Vorwerk, ein Freigut, eine Brauerei, eine Brennerei sowie weitere 29 Häuser. 1855 lebten 280 in Krobusch. 1865 bestanden im Ort 11 Bauern-, 9 Gärtnerstellen und 12 Häuslerstellen sowie ein Vorwerk. Eingepfarrt waren die Dorfbewohner nach Alt-Zülz sowie eingeschult nach Simsdorf. 1874 wurde der Amtsbezirk Chrzelitz I gegründet, welcher aus den Landgemeinden Cellin, Charlottenhof, Krobusch, Kujau, Moschen, Neudorf, Ober Czartowitz, Polnisch Rasselwitz, Ziabnik und Zowade und den Gutsbezirken Cellin, Krobusch, Kujau, Moschen, Neudorf, Ober Czartowitz, Polnisch Rasselwitz, Ziabnik und Zowade bestand. 1885 zählte Krobusch 267 Einwohner. Im Oktober 1896 erhielt Krobusch Eisenbahnanschluss mit der Neustadt-Gogoliner Eisenbahn.
Bei der Volksabstimmung in Oberschlesien am 20. März 1921 stimmten 343 Wahlberechtigte für einen Verbleib bei Deutschland und 27 für Polen. Krobusch verblieb beim Deutschen Reich. 1933 lebten im Ort 536 Menschen. Am 18. August 1936 wurde der Ort in Krähenbusch umbenannt. 1939 zählte Krähenbusch 542 Einwohner. Bis 1945 befand sich der Ort im Landkreis Neustadt O.S.
1945 kam der bisher deutsche Ort unter polnische Verwaltung und wurde in Krobusz umbenannt und der Woiwodschaft Schlesien angeschlossen. 1950 kam der Ort zur Woiwodschaft Oppeln und seit 1999 gehört er zum Powiat Prudnicki. Am 6. März 2006 wurde in der Gemeinde Zülz, der Krobusch angehört, Deutsch als zweite Amtssprache eingeführt. Am 24. November 2008 erhielt der Ort zusätzlich den amtlichen deutschen Ortsnamen Krobusch.

## Sehenswürdigkeiten und Denkmale
- Die römisch-katholische Fatimakirche (poln. Kościół Matki Boskiej Fatimskiej) wurde in den 1990er Jahren erbaut. Zuvor stand an der Stelle eine Kapelle. Die Kirche gehört zur Pfarrei Johannes-der-Täufer in Altzülz.[2]
- Skulptur des Heiligen Nepomuk aus dem Jahr 1929
- Denkmal zur Erinnerung an die Marienerscheinung in Fatima
- Denkmal für die Gefallenen beider Weltkriege
- Wegkreuze
- Papst-Johannes-Paul-II.-Denkmal in Ziabnik